# Herman de Stainlein
Herman Otho Ludwig de Stainlein (Angleur, 5 augustus 1850 - 31 augustus 1882) was een Duits-Belgisch edelman.

## Geschiedenis
- In 1815 verleende koning Maximiliaan I van Beieren de titel baron aan Edward von Stainlein.
- In 1827 werd baron Edward von Stainlein opgenomen in de Hongaarse adel door keizer Frans I van Oostenrijk.
- In 1830 werd Edward von Stainlein door koning Lodewijk I van Beieren verheven tot graaf, overdraagbare titel op alle afstammelingen
- In 1842 homologeerde keizer Ferdinand I van Oostenrijk de titel van graaf binnen de Hongaarse adel, ten gunste van de weduwe van Edward dvon Stainlein en hun nageslacht.

## Herman de Stainlein
Herman de Stainlein was een kleinzoon van Edward von Stainlein en een zoon van Ludwig von Stainein-Saalenstein en van Clémentine Nagelmakers. In 1871 verwierf hij de Belgische nationaliteit en in 1880 werd hij toegelaten tot de Belgische erfelijke adel, met de titel graaf, overdraagbaar op alle afstammelingen. Hij bleef echter ongehuwd, en met hem doofde deze familietak uit in 1887.